# Chabařovice (stacja kolejowa)
Chabařovice – stacja kolejowa w Chabařovicach, w kraju usteckim, w Czechach. Znajduje się na wysokości 205 m n.p.m.
Jest zarządzana przez Správę železnic. Na stacji nie ma możliwości zakupu biletów, a obsługa podróżnych odbywa się w pociągu.

## Linie kolejowe
- 130 Ústí nad Labem – Chomutov